# 李铭皖
李銘皖（？—？），字薇生，河南夏邑人。清朝官員。

## 生平
李銘皖性格沉默，讀書穎異。道光十五年（1835年）中舉人，道光二十年（1840年）庚子恩科中式，恰逢其父中進士六十年，父子同列恩荣宴，時人以為盛事。李銘皖初任刑部廣西司主事，同治初年，補江蘇松江府知府。當時，太平天國運動尚未平息，李銘皖籌辦軍務，安撫流民，執政有方。不久，調任蘇州府知府。任內去除苛捐，借種墾荒，以安民眾；疏浚河道，便利貿易，以惠商人。陞任湖北安襄鄖荊兵備道，卒於任內。
曾修《蘇州府志》。

## 家族
父李奕疇，乾隆四十五年（1880年）庚子恩科進士，曾任漕運總督，加太子少保。